# معقل بن قیس ریاحی
معقل ابن قیس ریاحی از یاران امام اول شیعیان علی و فرزند وی حسن بن علی بود. در زمان عمر، در فتح شوشتر، پیک عمّار به مدینه بود و همراه با هرمزان به مدینه آمد. او از سرداران سپاه علی بن ابی طالب بود و در نبرد جمل، نبرد صفین و درگیریها پس از آن حضور داشت. در نبرد نهروان فرمانده جناح چپ سپاه علی بود. همچنین شورش بنی ناجیه شد و «خرّیت بن راشد» را شکست داد. زمانی که در سال ۳۹ هجری معاویه یزید بن شجره را به مکه گسیل داشت، علی نیز معقل را با سپاهی به مقابله با وی فرستاد. وی موفق شد عدّه ای از شامیان را اسیر کند و بقیه را فراری داد. وی در سال ۴۳ هجری قمری در جریان شورش «مُستَورِد» (از سران خوارج) در جنگ تن به تن با وی پرداخت و هر دو کشته شدند.